# Teatro Sant'Angelo
Teatro Sant'Angelo var ett operahus i Venedig beläget intill Rialtobron mellan 1677 och 1803. 
Operan öppnades 1676. Den var spelplats för många pjäser av Carlo Goldoni, och operor av Antonio Vivaldi och Baldassare Galuppi. Vivaldi arbetade där och blev sedan chef för operan från 1715. Under Vivaldis tid blev operahuset berömt som scen för hans operor. 
Teatro Sant'Angelo var den sista av de fem stora berömda operahusen som öppnades i Venedig under 1600-talet, då opera var en ny konstart: Teatro Santi Giovanni e Paolo 1654, Teatro San Samuele 1655, Teatro San Salvatore 1661, Teatro San Giovanni Crisostomo 1667 och Teatro Sant'Angelo 1677.